# Sigrid Faltin
Sigrid Faltin (* 1956 in Dessau) ist eine deutsche Historikerin und Fernsehjournalistin.

## Leben
Faltin studierte Anglistik, Germanistik und Geschichte an den Universitäten in Bonn und Freiburg und wurde 1984 mit einer Arbeit über deutsche Auswanderer aus der Pfalz in die Vereinigten Staaten im Fach Neuere Geschichte promoviert. Nach einem Volontariat arbeitete sie als Regionalkorrespondentin sowie als Hörfunk- und Fernsehmoderatorin beim Südwestfunk (SWF). Daneben entstanden eine Reihe biografischer Dokumentarfilme und Publikationen.

## Werk
- 2001: Feature Chronistin in dunkler Zeit – Käthe Vordtriede (über die aufgrund nationalsozialistischer Verfolgung nach Amerika emigrierte Freiburger Journalistin Käthe Vordtriede).
- 2004: Biografie[1] und Dokumentarfilm Die Baroness und das Guggenheim über Hilla von Rebay, Gründerin des Guggenheim-Museums in New York City[2]
- 2008: Dokumentarfilm La Paloma. Sehnsucht. Weltweit.[3]
  - Fernseh-Dokumentation Der Kunde als Knecht – Warum wir alles selber machen. (Im Auftrag des Südwestrundfunks, auf dessen Recherchen das Buch Scheiterst du schon oder schraubst du noch? beruht)
- 2009: Dokumentarfilm Nestwärme auf Zeit – Aus dem Leben einer Pflegefamilie (ARD)[4]
  - Dreiteilige Dokumentation Geliehene Kinder zum selben Thema (Südwestrundfunk)[5]
- 2011: Dokumentarfilm Die letzte Saison. Wenn es Zeit ist zu sterben. (Filmische Begleitung und Dokumentation dreier unheilbar an Krebs erkrankter, älterer Menschen in deren letzten Lebensphasen, ebenfalls im Auftrag des Südwestrundfunks entstanden)
- 2013: Dokumentation Kinder! Liebe! Hoffnung! (Porträt einer „Patchwork-Familie“)
- 2016: Dokumentation über weibliche Kriegsfotografie[6]
- 2020: Dokumentarfilm Frank Lloyd Wright – Der Phoenix aus der Asche. SWR[7]
- 2023: Dokumentation Anne-Sophie Mutter – Vivace.[8]
- 2024: Dokumentarfilm Lucia Moholy – Die Bauhaus-Fotografin. Erstausstrahlung 16. Februar 2025 SRF, Anfang April 2025 ARTE

## Auszeichnungen
- 2012 Richard-von-Weizsäcker-Journalistenpreis, für Letzte Saison – Wenn es Zeit ist zu sterben
- Kinder, Liebe, Hoffnung! – Ein dramatisches Jahr mit einer Patchworkfamilie:
  - 2013: Nominierung für den Deutschen Fernsehpreis.
  - 2014: Caritas-Journalistenpreis Baden-Württemberg, zweiter Preis.[9]
    - Diakonie-Journalistenpreis Baden-Württemberg.[10]